# Elcho Island
Elcho Island är en ö i Australien. Den ligger i territoriet Northern Territory, omkring 540 kilometer öster om territoriets huvudstad Darwin. Arean är 288 kvadratkilometer. Den sträcker sig 35,5 kilometer i nord-sydlig riktning, och 41,9 kilometer i öst-västlig riktning.
I omgivningarna runt Elcho Island växer huvudsakligen savannskog. Savannklimat råder i trakten. Genomsnittlig årsnederbörd är 1 429 millimeter. Den regnigaste månaden är mars, med i genomsnitt 373 mm nederbörd, och den torraste är augusti, med 1 mm nederbörd.